# Криниця біля села Антоненкове
Криниця біля села Антоненкове — гідрологічна пам'ятка природи місцевого значення в Україні. Об'єкт природно-заповідного фонду Сумської області. 
Розташована в межах Липоводолинського району Сумської області, на території Саївської сільської ради, над ставом біля с. Антоненкове. 
Площа 0,01 га. Статус надано згідно з розпорядженням Представника Президента України по області від 28.12.1995 № 347 та рішенням облради від 19.10.2000 року. Перебуває у віданні: ДП «Липоводолинський агролісгосп» кв. 5 (вид. 23). 
Охороняється джерело питної води з хорошим смаком.